# Oscar Behogne
Oscar Olivier Ghislain Behogne (Couillet, 2 februari 1900 - Nalinnes, 13 december 1970)  was een Belgisch politicus en als zodanig onder meer minister voor de PSC.

## Levensloop
Behogne was de zoon van een mijnwerker en een huisvrouw. Op zijn negende overleed zijn moeder, waarna hij verder werd opgevoed door zijn grootmoeder. Hij was dertien jaar toen hij aan de slag ging als mijnwerker in de mijnen van Fiestaux en metaalarbeider en werd militant van de christelijke mijnwerkersvakbond Syndicat des francs-mineurs, dat geaffilieerd was aan de christelijke vakbond CSC.
Ten tijde van de Eerste Wereldoorlog werd hij permanent propagandist voor het Syndicat des francs-mineurs. Na het vervullen van zijn legerdienst behoorde Behogne tot de eerste lichting arbeiders die een opleiding volgden aan de Centrale Hogeschool voor Christelijke Arbeiders in Heverlee. Aan deze school behaalde hij in 1924 het diploma van maatschappelijk assistent. Hij combineerde zijn studies met de functie van secretaris van het Syndicat des francs-mineurs in de mijnbekkens van Charleroi en omstreken, hetgeen hij bleef tot in 1928. Na de Eerste Wereldoorlog was Behogne tot 1928 eveneens schatbewaarder van de Christelijke Mutualiteit van het arrondissement Charleroi. Van 1958 tot 1962 was hij ondervoorzitter en van 1962 tot 1969 was hij voorzitter van de Federatie van Christelijke Mutualiteiten van het arrondissement Charleroi
Van 1928 tot 1946 was hij adjunct nationaal secretaris van het LNTC, de Franstalige tegenhanger van het ACW, waar hij nauw samenwerkte met algemeen secretaris Paul-Willem Segers, die hij had leren kennen tijdens zijn studies in Heverlee. In deze functie promootte hij overal in Wallonië de oprichting van christelijke arbeidersbewegingen, alsook de organisatie van coöperatieve en educatieve activiteiten binnen deze bewegingen. Behogne maakte als vertegenwoordiger van de LNTC eveneens deel uit van de beheerraad van De Volksverzekering, de verzekeringsmaatschappij van de christelijke arbeidersbeweging. Daarenboven was hij van 1935 aan zijn dood ondervoorzitter van het Landelijk Verbond van Christelijke Coöperaties.
Via zijn engagement in de vakbond en de arbeidersbeweging kwam Behogne in de politiek terecht. Bij de verkiezingen van april 1939 stond hij als christendemocratische kandidaat op de katholieke lijst voor het arrondissement Charleroi en werd hij verkozen in de Kamer van volksvertegenwoordigers. In de Kamer was hij voor enkele maanden in 1958 en van 1961 tot 1965 ondervoorzitter en van 1960 tot 1961 quaestor. In 1965 nam Behogne afscheid van de nationale politiek.
Na het begin van de Tweede Wereldoorlog en de Duitse bezetting van België trad Behogne in de clandestiniteit en werd hij actief in het verzet. Hij werd aangeduid tot chef van het Bevrijdingsleger in Henegouwen en was betrokken bij sabotageacties aan spoorweginfrastructuur. In mei 1943 werd Behogne gearresteerd door de Gestapo, waarna hij in verschillende concentratiekampen belandde; eerst in Vucht en daarna in achtereenvolgens Sachsenhausen, Neuengamme, Husum, Ravensbrück en Malchow. Begin mei 1945 werd Behogne bevrijd door de geallieerden en op 30 mei dat jaar keerde hij terug naar België.
In 1945 kantte Behogne zich tegen de nieuwe centrumlinkse partij Union Démocratique Belge, die werd opgezet door progressieve christendemocraten, en koos hij de kant van de Parti Social Chrétien, de opvolger van de katholieke partij. Hij werd lid van het nationaal comité van de partij.
In maart 1947 vatte Behogne een ministeriële loopbaan aan, toen hij minister van Openbare Werken werd in de regering-Spaak III en daarna de regering-Spaak IV. Toen in augustus 1949 de regering-G. Eyskens I werd gevormd, ruilde Behogne Openbare Werken in voor het departement Arbeid en Sociale Voorzorg. Hij bleef deze ministerpost bekleden in de regering-Duvieusart, tot hij in augustus 1950 in de regering-Pholien en de daaropvolgende regering-Van Houtte opnieuw minister van Openbare Werken werd. Behogne bleef deze bevoegdheid uitoefenen tot in april 1954. Van november 1958 tot september 1960 was hij nogmaals minister van Arbeid in de regering-G. Eyskens III. In deze hoedanigheid voerde Behogne een gegarandeerd weekloon in. Als eerbetoon voor zijn politieke en maatschappelijke verdiensten werd hij in juli 1966 benoemd tot minister van Staat.
Behogne was ook op lokaal niveau actief. In 1946 werd hij verkozen tot gemeenteraadslid van Couillet, een mandaat dat hij tot in 1960 uitoefende. In 1960 verhuisde hij naar Nalinnes, waar hij van 1964 tot aan zijn dood in 1970 gemeenteraadslid en burgemeester was. In december 1970 overleed hij aan een hartinfarct.